# Geschichte der Stadt Öhringen
Die Geschichte der Stadt Öhringen beschreibt die Entwicklung von Öhringen im baden-württembergischen Hohenlohekreis. Nach ersten Besiedlungen zur Römerzeit entwickelte sich die am Limes gelegene Stadt ab dem 11. Jahrhundert insbesondere mit der Stiftung eines Chorherrenstifts zur Residenzstadt der Hohenlohe. Urkundlich erstmals erwähnt wurde die Stadt im auf das Jahr 1037 datierten Öhringer Stiftungsbrief. Nach dem Übergang zu Württemberg 1806 wurde die Stadt zur Oberamtsstadt, 1938 zum Sitz des Landkreises Öhringen und blieb bis zur Gründung des Hohenlohekreises 1973 Kreisstadt. Seit 1994 ist Öhringen Große Kreisstadt. In der Stadt leben gegenwärtig rund 23.000 Einwohner.

## Stadtgeschichte von Öhringen

### Vorgeschichte

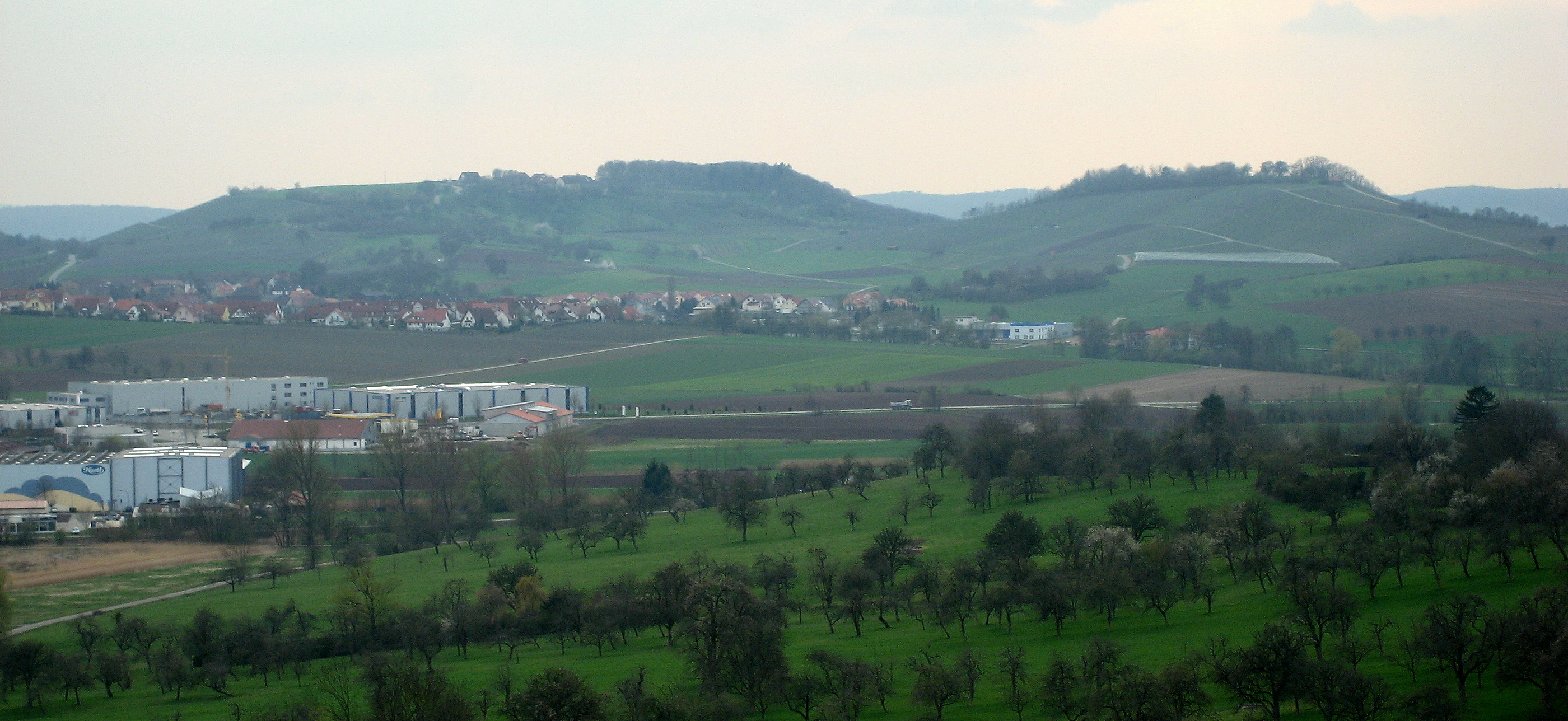
Zeugenberge Lindelberg (links, zu Pfedelbach) und Golberg (zu Öhringen)

An mehreren Stellen im Weichbild der Stadt Öhringen konnten Spuren der Bandkeramiker, einer der ältesten jungsteinzeitlichen Gruppen, entdeckt werden. Zu Ende der 1920er Jahre wurden bei der Überbauung des Bürggeländes zahlreiche Wohngruben entdeckt, die teilweise untersucht wurden. Dabei konnten einige markante Scherben und Feuersteingeräte, Steinbeile und verkohlte Getreidereste geborgen werden. Aus dem gesamten Stadtgebiet sind weitere jungsteinzeitliche Einzelfunde bekannt, die als Indizien für eine dichte und intensive Besiedlung des Gebiets während der frühen Jungsteinzeit gelten.
Während des jüngeren Neolithikums wurden Siedlungen auf Bergvorsprüngen und Kuppen angelegt und die Siedlungen im flachen Gelände aufgegeben. Siedlungen wurden vermutlich auf den Zeugenbergen in und um Öhringen errichtet. Vom Lindelberg gibt es nur wenige Funde von Feuersteingeräten, während vom Golberg mehr spätjungsteinzeitliche Funde bekannt sind (Feuersteinspitzen, Bruchstücke von Beilen und Äxten und wenige Scherben). Die Fläche des Golbergplateaus scheint ungefähr in der Mitte durch einen Wall abgeriegelt worden zu sein, die Hangkanten wurden vermutlich künstlich versteilt. Möglicherweise befand sich auf dem Plateau eine befestigte Anlage der Spätjungsteinzeit. Der Golberg gilt als der östlichste Fundort der Michelsberger Kultur.
Für Besiedlungen in der Bronze- und Eisenzeit finden sich in und um Öhringen nur sehr wenige Belege. Siedlungsspuren dieser Zeit wurden unter anderem bei Bauarbeiten im Bürg-Gebiet gefunden. Auch aus der Jüngeren Eisenzeit gibt es nur sehr wenige Fundstellen. Beim Bau der Eisenbahnstrecke Neuenstadt–Ohrnberg wurde in Möglingen ein angeschnittenes Flachgrab entdeckt, das unter anderem einen großen Scheibenhalsring und weitere Schmuckstücke barg.

### Römisches Öhringen

Die erforschten Reste des Ostkastells

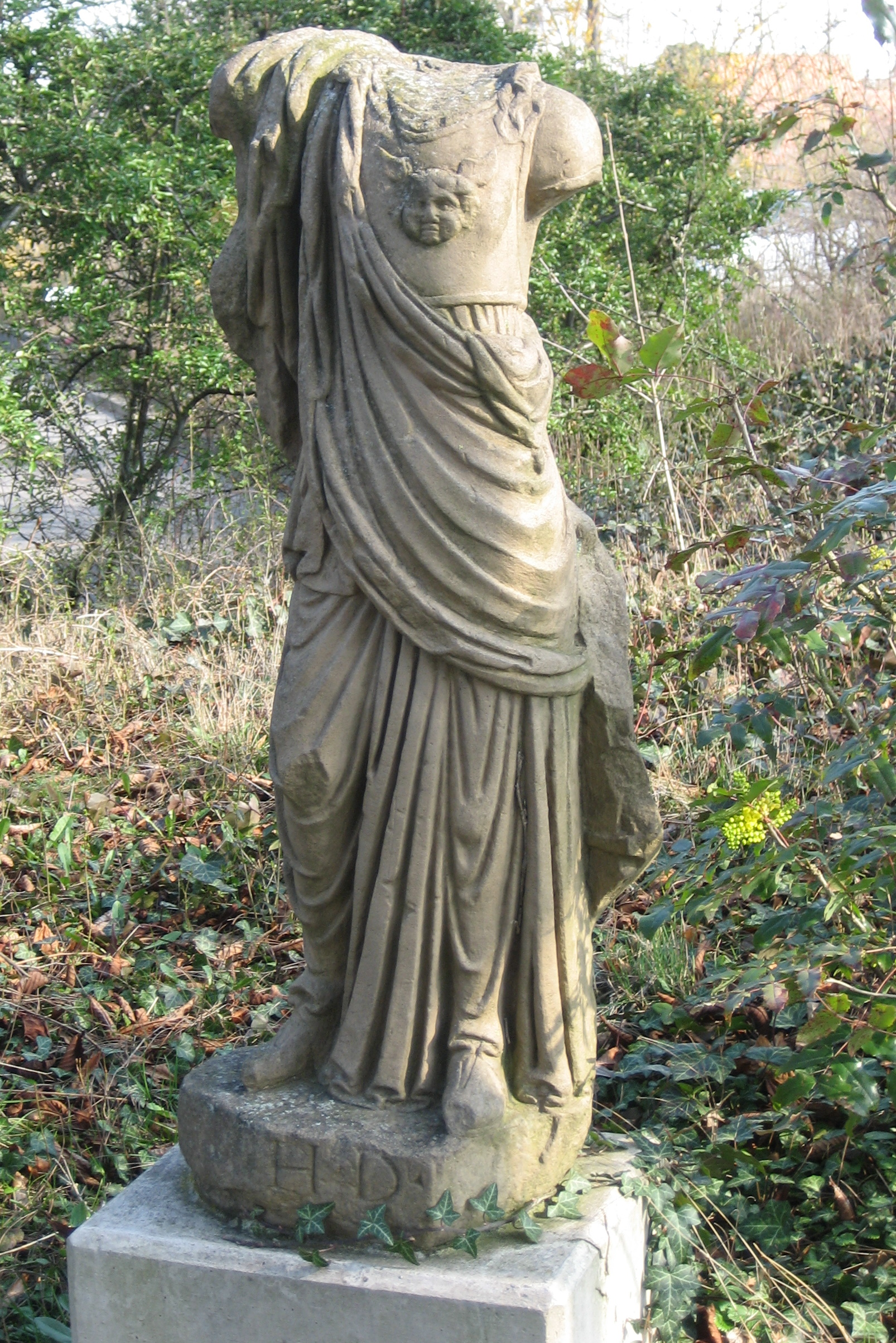
Abguss einer der beiden 1861 gefundenen Minerva-Statuen, die südlich der Flur „Obere Bürg“ beim Eisenbahnbau ans Licht kamen und zum Kultbezirk des Vicus gehörten. Erhalten sind Reste der Weiheinschrift: [In] h(onorem) d(omus) d(ivinae) …(Zu Ehren des göttlichen Kaiserhauses …)

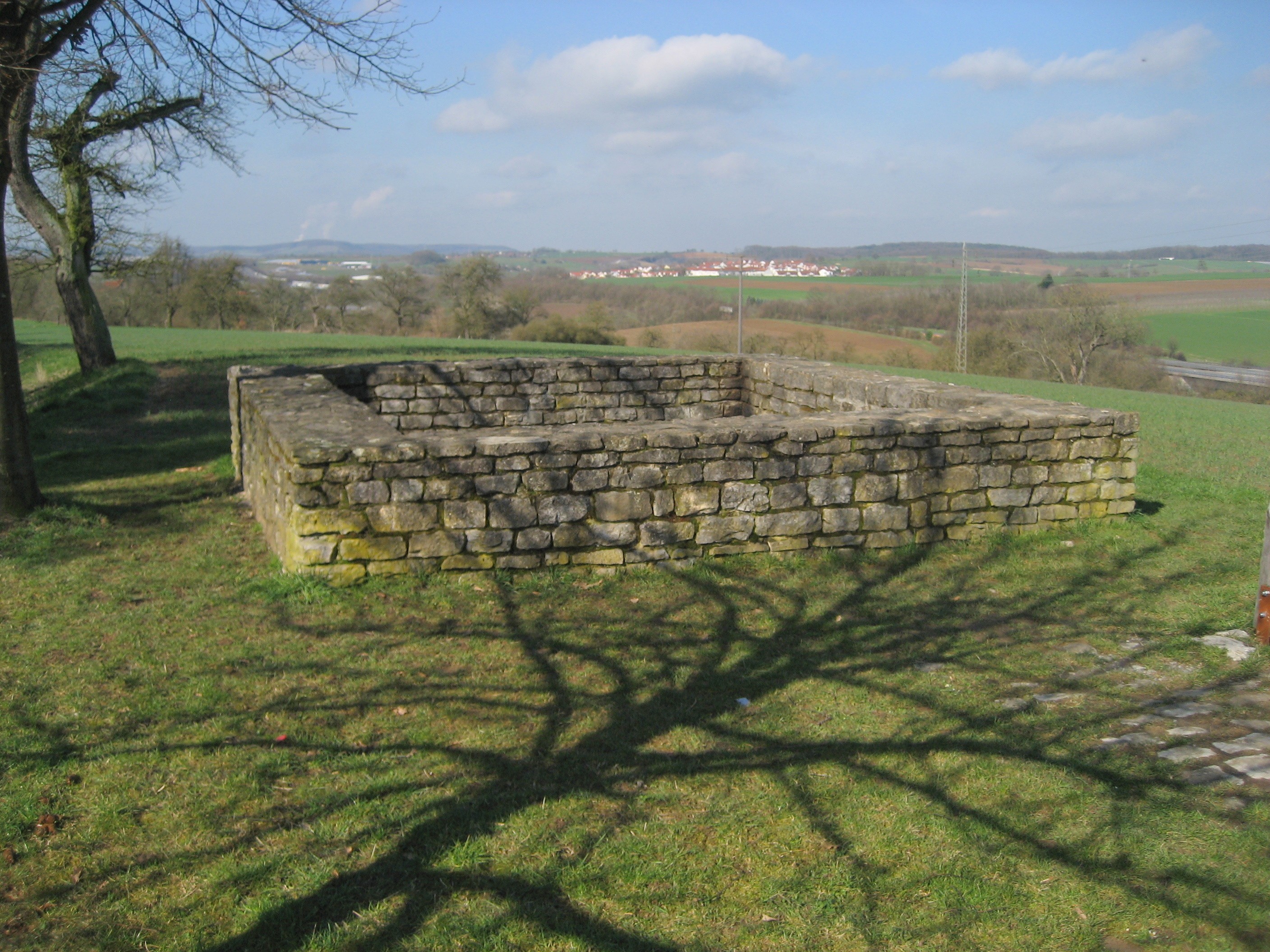
Rekonstruierter Sockel des Limeswachturms WP 9/33 nördlich von Öhringen

Erste geschichtliche Bedeutung erlangte Öhringen mit der römischen Vorverlegung des Neckar-Odenwald-Limes in Richtung Osten an den obergermanischen „Vorderen Limes“ und damit auch auf Öhringer Gebiet. Diese militärische und logistische Meisterleistung, die in sehr kurzer Zeit mit den gesamten Grenztruppen am bisherigen Limes durchgeführt wurde, führte zur größten Ausdehnung des Dekumatlandes und lässt sich heute recht genau auf die Zeit um 159/160 n. Chr. verorten. Damals entstanden auch nahe beieinander zwei Grenzschutzgarnisonen in Öhringen, die von maximal tausend Soldaten als Stammtruppe belegt waren. Zahlreiche Ziegelstempel der Cohors I Helvetiorum sowohl an ihrem älteren Standort in Heilbronn-Böckingen am Neckarlimes, als auch in Öhringen dokumentiert. Gleichzeitig oder etwas später folgten noch zwei kleinerer Einheiten (Numeri) unbekannter Größe hinzu, die wohl nach relativ kurzer Zeit unter einem neuen Namen als Numerus Brittones Aurelianenses zusammengefasst wurden. Benannt war dieser Numerus nach dem zivilen Ort, der fast zeitgleich mit den beiden Kastellen auf dem Gebiet des heutigen Öhringen entstand und seinen inschriftlich überlieferten Namen, Vicus Aurelianus, höchstwahrscheinlich zu Ehren des römischen Kaisers Mark Aurel erhielt. Ohne dass dies großen Einfluss auf die zunächst rein militärisch beurteilte Entstehung des Garnisonsortes gemacht hätte, waren das relativ milde Klima sowie die sehr fruchtbare Landschaft ideal für eine positive Entwicklung der Zivilsiedlung. Diese dehnte sich auf einer Fläche von rund 20 bis 30 Hektar aus und gewann eine überregionale wirtschaftliche Bedeutung, was eine wohlhabende Einwohnerschaft zum Ausdruck brachte.
Neben der 1. Helvetierkohorte ist ab der Zeit zwischen 222 und 231 n. Chr. die Cohors I Septimia Belgarum in Öhringen belegt. Ob die neu hinzugekommene Truppe die Helvetierkohorte ablöste oder als militärische Verstärkung für den Öhringer Raum geplant war, ist unbekannt.
Die beiden Kastelle sind durch rasche Überbauungen des 20. Jahrhunderts zerstört worden. Ihrer innere Strukturierung und architektonische Anlage ist daher nur im Ansatz archäologisch bekannt. Das mit seiner Innenfläche 2,18 Hektar große Westkastell, das nach dem Flurnamen auch Bürgkastell genannt wird, befand sich auf einer Terrasse zwischen einer Flussbiegung über der Ohrn und dem Maßholderbach. Zu Beginn des 20. Jahrhunderts wurde dort das heutige Krankenhaus errichtet. Durch einen Erweiterungsbau dieses Krankenhauses wird bis voraussichtlich 2023 eine der letzten freien Flächen des Bodendenkmals zerstört werden. Das ungefähr gleich große, weitgehend unbekannt gebliebene Ost- oder Rendelkastell lag im Osten der Stadt und wurde insbesondere nach 1957 unter Hochdruck durch eine Siedlung mit privater Einzelhausbebauung vernichtet. Der Provinzialrömische Archäologe Hans Schönberger (1916–2005) hatte nicht einmal einen Monat Zeit das 2,20 Hektar (2,16 Hektar Innenfläche) große Areal in seinem Inneren auch nur im Ansatz sinnvoll zu untersuchen. Er konzentrierte sich daher auf ein Kastelltor und einen Eckturm.
Auf Öhringer Markung ist die Lage eines römischen Wachturms an der Alten Straße bekannt. Sein Sockel wurde 1982 vom damaligen Landesdenkmalamt ausgegraben, 1983 wurde er rekonstruiert. Der Turm mit einer Grundfläche von 5 m × 5 m hatte Sichtverbindung zu den Wachtürmen in Pfahlbach und Gleichen. Zusammen mit dem sechseckigen Turm in Gleichen dienten die Türme in Öhringen und Pfahlbach vermutlich als Hauptvermessungspunkte bei der Anlage des Limes, da sie in den Erdwall eingebettet waren, der erst nach dem Bau der Türme aufgeschüttet worden ist. Auf Öhringer Markung ist der Limes nicht mehr sichtbar, sein Verlauf kann jedoch anhand von Straßen und Feldwegen sowie Gemarkungsgrenzen verfolgt werden. So verläuft der Limes zwischen Haller Straße und Ohrn auf der Markungsgrenze zwischen Öhringen und Cappel.
Der Alamannensturm der Jahre 259 und 260 n. Chr. führten zum endgültigen Fall des Limes. Weder im West- noch im Ostkastell konnten jedoch Hinweise auf ein gewaltsames Ende gefunden werden. Die Münzreihe endete 2004 in den Jahren 244/249. Eine Schuttgrube aus dem Vicus Aurelianus könnte mit dem ersten großen Alamanneneinfall von 233/235 zusammenhängen. Die jüngsten Inschriften von dort wurde erst am 13. Dezember 232 n. Chr. aufgestellt. Am 4. Dezember 241 wurde im Kastell noch eine lange Zeit unterbrochene Wasserleitung eingeweiht. Möglicherweise war die im Jahre 187 n. Chr. erbaute Leitung während der Einfälle von 233/235 zerstört worden.
Am Vorderen Limes sind vor allem aus dem Kastell Jagsthausen und aus Öhringen nachlimeszeitliche Münzen bekannt. Vielleicht deuten sie auf ein Weiterleben der provinzialrömischen Bevölkerung hin, deren Leben nun aber in einem lediglich bescheidenerem Umfang und ohne militärischen Schutz stattfand.

### Frühmittelalter
Für eine alamannische Siedlung in Öhringen gibt es keinen archäologischen Beweis. Von der römischen Zeit bis zum frühen Mittelalter scheint es keine Siedlungskontinuität im Öhringer Gebiet zu geben.
Bei der Überbauung des Bürggebiets trat 1925 ein merowingerzeitliches Grab des 7. Jahrhunderts zu Tage. Es handelte sich dabei lange zeit um den einzigen Grabfund dieser Zeit im Gebiet zwischen Kocher und Keuperbergland, der die Besiedlung der Seitentäler des Kochers beweist. Erst bei der archäologischen Untersuchung des zum Westkastell gehörenden Militärbades, das nach dem Abbruch des 1912 errichteten Städtischen Schlachthofes zwischen 2016 und 2018 in kleinen Teilen bekannt wurde, ließen sich erneut menschliche Skelettreste feststellen, die im Frühmittelalter in der Ruine des Bades bestattet wurden.

### Stiftungsbrief und Öhringer Weistum

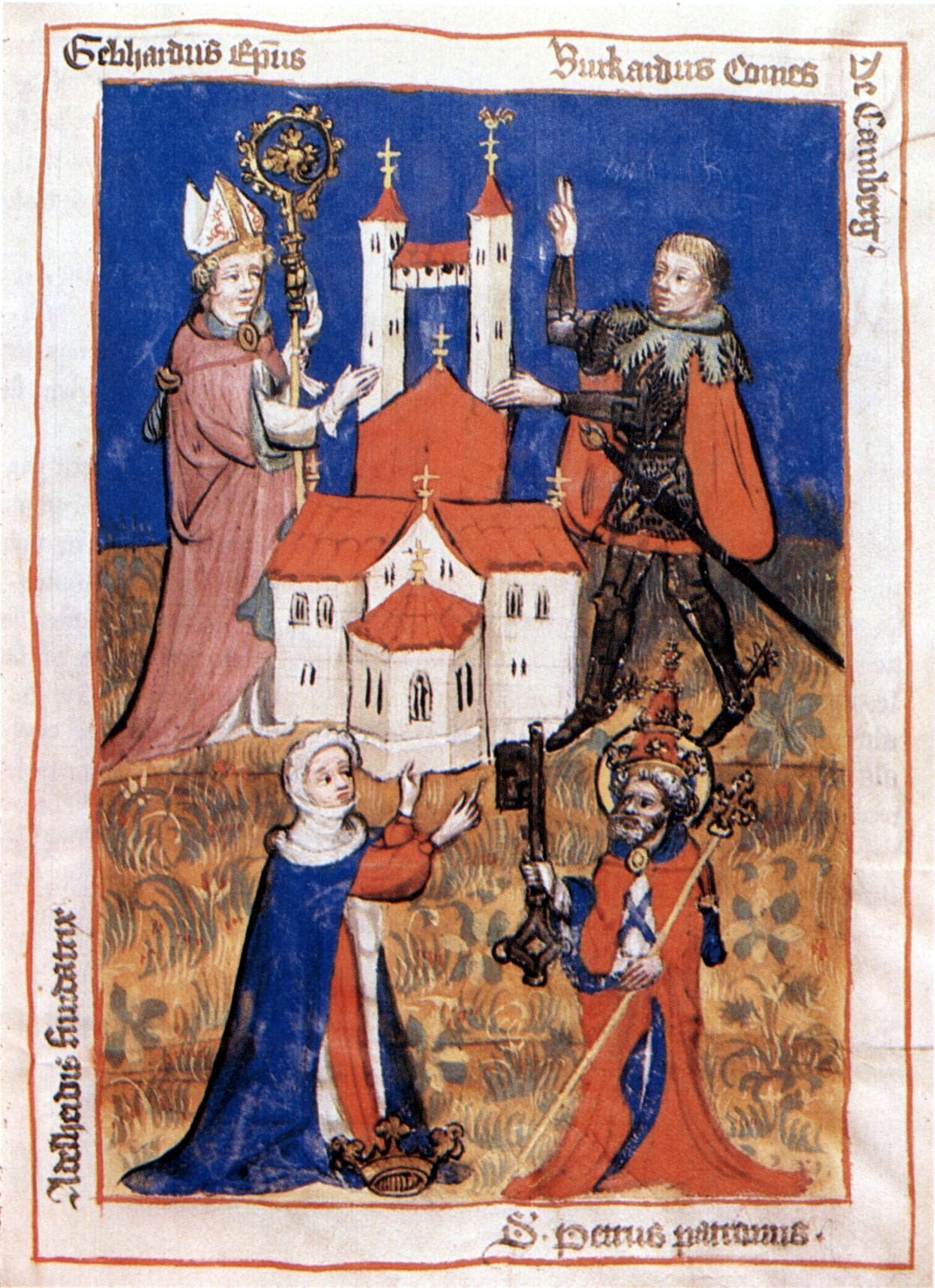
Die Gründung des Chorherrenstifts 1037 (Darstellung von etwa 1420)

Im Stiftungsbrief, datiert auf den 16. August 1037, wurde Öhringen erstmals als Oringowe (Gau an der Ohrn) erwähnt, später wurde der Ort als Orngau und ab 1472 mit Ö(h)ringen bezeichnet. Diese Urkunde stammt vermutlich aus der Zeit um 1090. An der Glaubwürdigkeit des Inhalts bestehen keine Zweifel. Der Umfang der Stiftung an die Öhringer Kirche und der Rang der Stifter lassen vermuten, dass die bisherige Eigenkirche und der Grafensitz wesentlich vor dem 11. Jahrhundert gegründet wurden, dies lässt sich jedoch nicht mit archäologischen Quellen belegen. Die Endung -gau des Ortsnamens lässt auf eine Siedlung in merowingischer Zeit schließen. Als erster Siedlungsort wird der Bereich beim Kirchbrunnen angenommen, eine weitere Siedlung wird in der Altstadt vermutet.
Der Stiftungsbrief beurkundet die Gründung eines Chorherrenstifts des Regensburger Bischofs Gebhard III. an der Pfarrkirche in der villa oringowe. Um das Jahr 1240 wurden die Siedlungsteile zur Stadt zusammengefasst.
Im Öhringer Weistum, einem von Jacob Grimm irrtümlich Weistum genannten Vertrag von 1253, sind Einzelheiten über die städtischen (Besitz-)Verhältnisse festgehalten. Der Besitz Öhringen ging vom Bistum Regensburg an die Hohenlohe über. Diese bauten ihre Landeshoheit in den folgenden zwei Jahrhunderten weiter aus (unter anderem durch Zukäufe). Von 1253 bis 1806 befand sich Öhringen unter hohenlohischer Herrschaft. Unter den 17 Städtchen in Hohenlohe war Öhringen die größte und gehörte deshalb keinem der in mehrere Linien verzweigten Landesherren allein. Neben dem Haus Hohenlohe hatten die Herren von Berlichingen, die Herren von Gemmingen, von Weiler und von Stetten Grundbesitz und -rechte im Ort. Außerdem bildete sich ein einflussreiches Patriziat.

### Spital

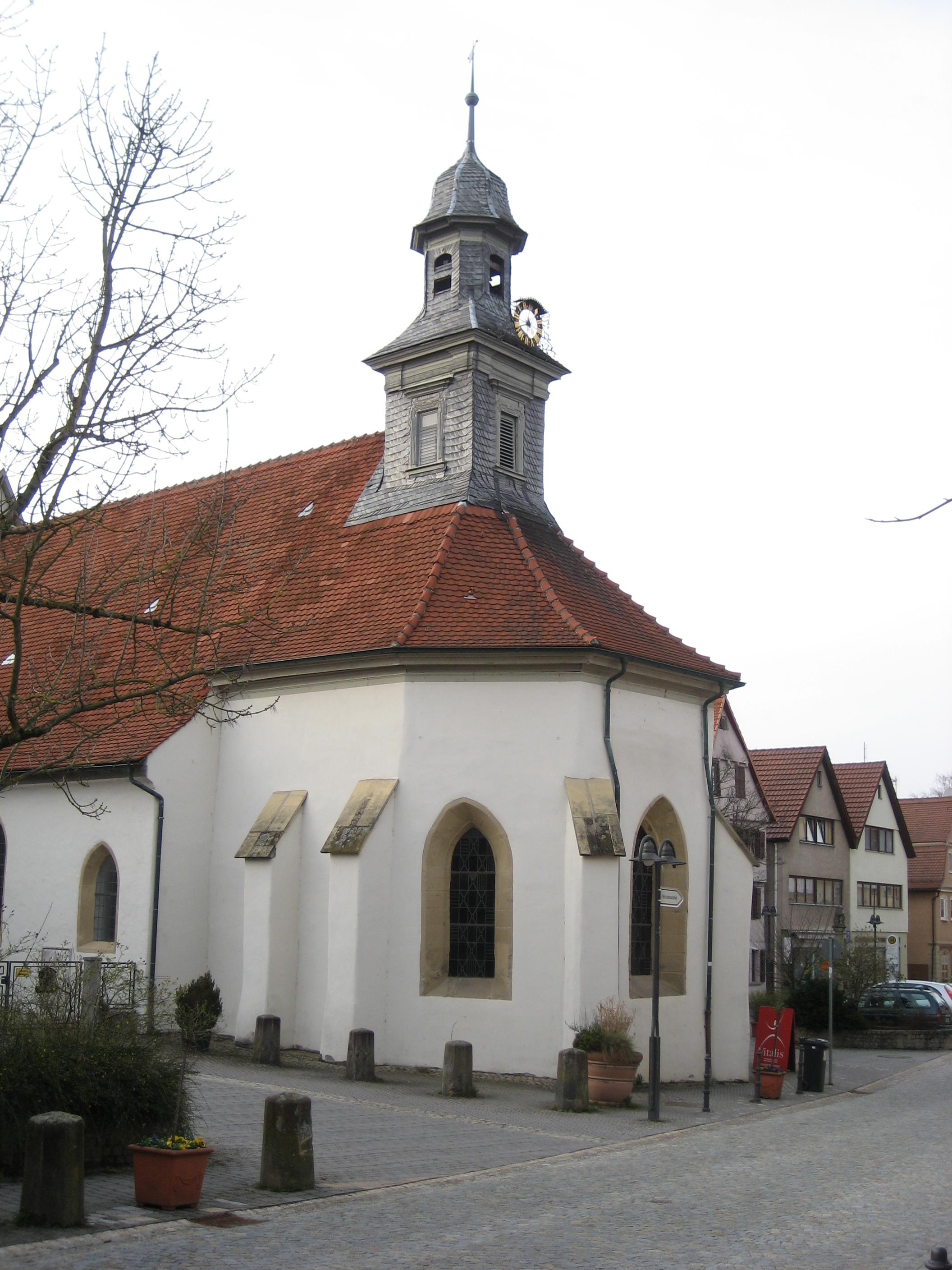
Spitalkirche in der Altstadt

Das Spital Öhringen ist eine Einrichtung zur Unterstützung Armer, Gebrechlicher und Kranker in Öhringen und Umgebung. Gestiftet wurde das Spital im Jahr 1353 durch das Haus Hohenlohe. Die Stiftung besteht bis heute und spielte insbesondere in der Zeit nach dem Zweiten Weltkrieg eine wichtige Rolle als Grundbesitzer, da sie zahlreiche Grundstücke in und um Öhringen besaß, auf denen sich zahlreiche Unternehmen ansiedelten.

### Während des Bauernkrieges

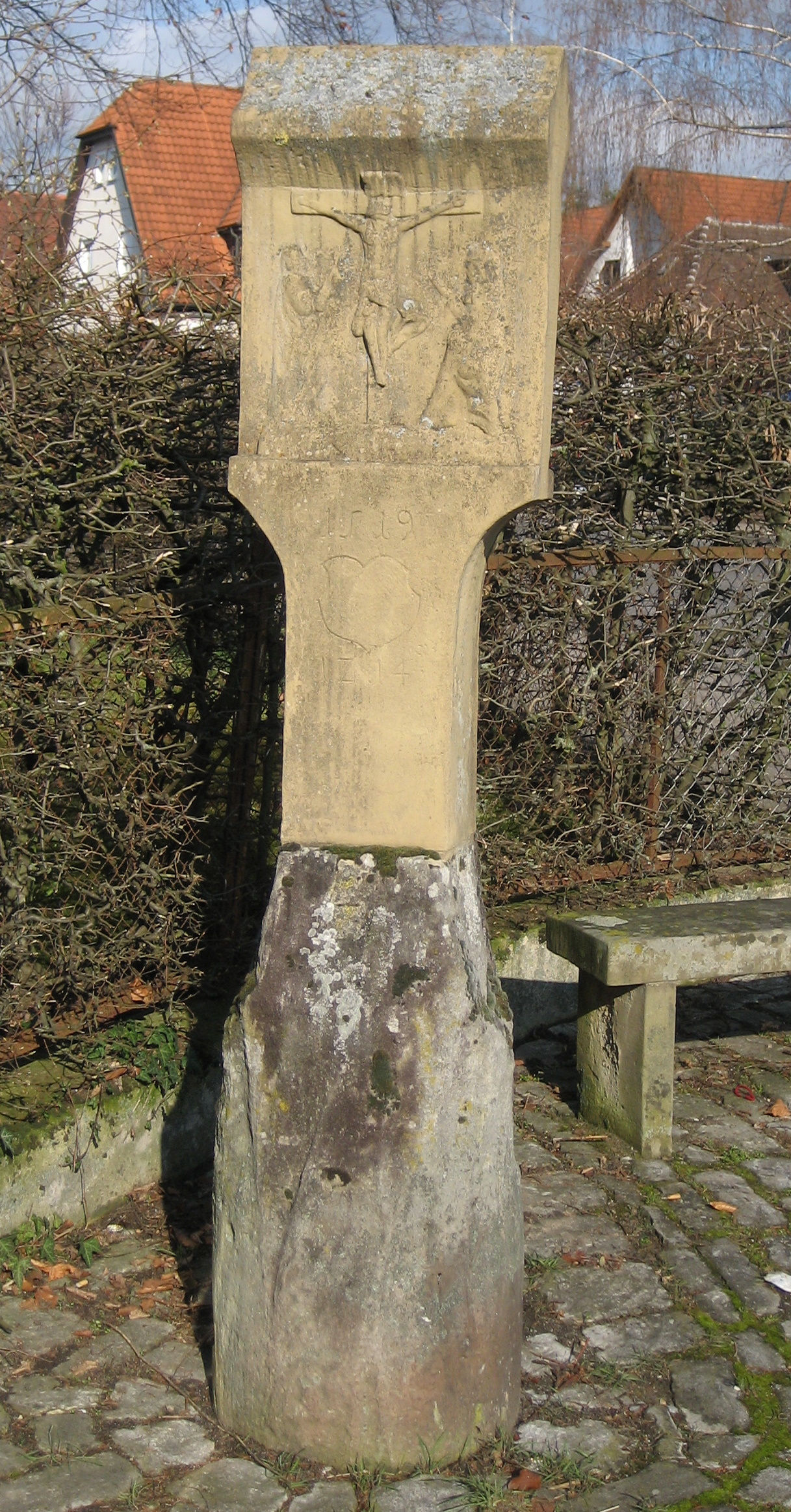
Rendelstein: Gotischer Bildstock auf einem römischen Säulenschaft (Jahresangaben 1519 und 1714)

Im Bauernkrieg 1525 herrschten in Öhringen Unruhen. Der Bauernführer Jäcklein Rohrbach zog mit einer Menge von etwa 1.500 Bauern im April 1525 aus der Heilbronner Gegend nach Öhringen, um die Forderungen der dortigen Bauern, deren Feldschreiber Wendel Hipler war, zu unterstützen. Der Neuensteiner Hipler wurde zum politischen Führer der Bauern und leitete im Mai als Bauernkanzler das Bauernparlament in Heilbronn. Der Haufen zog weiter zum Kloster Schöntal und hinterließ in Öhringen eine Besatzung, die durch Bauern aus Öhringen und dem Umland verstärkt wurde. In Schöntal vereinigten sich die Bauern mit dem Schwarzen Haufen zum Neckartal-Odenwälder Haufen und nannten sich Heller Haufen. Das Bauernheer hatte eine Stärke von 8.000 bis 10.000 Mann.
Von Schöntal aus zog das Bauernheer nach Neuenstein, um dort Stadt und Schloss zu übernehmen. In Öhringen trafen die Bauern auf wenig Widerstand. Am 11. April wurde zwischen den Grafen von Hohenlohe und dem Bauernhaufen der Vertrag von Grünbühl geschlossen. Die Grafen willigten darin in alle Forderungen (Zwölf Artikel) ein. Kurz darauf zog das Bauernheer weiter nach Weinsberg, wo es zur Weinsberger Bluttat kam und die dortige Burg zerstört wurde.
Am 30. Mai erreichte das Heer des Schwäbischen Bundes auf dem Weg von Neckarsulm nach Würzburg Öhringen. Die Stadt wurde nicht geplündert, musste aber eine „Gebühr“ von 2.000 Gulden bezahlen. Am 2. Juni 1525 wurden die Neckartal-Odenwälder bei Königshofen vernichtend geschlagen. Mit der Kapitulation der letzten Bauern bei Würzburg war am 7. Juni der Bauernkrieg in Franken vorbei. Der Vertrag von Grünbühl wurde für ungültig erklärt. Einige Landesherren bestraften ihre Städte für die Teilnahme am Bauernkrieg. So musste in Öhringen bis 1531 eine jährliche Sondersteuer von 30 Gulden, das Bauerngeld, bezahlt werden. Die Waffen wurden eingezogen, die Zünfte wurden verboten. Die Stadt Öhringen musste selbst den Türmer auf dem Blasturm besolden, dieser stand zuvor in Diensten der Grafen. Für die Beteiligung einiger Bürger an der Zerstörung des württembergischen, von 1520 bis 1534 österreichischen Weinsberg musste die Stadt zusammen mit anderen hohenlohischen Städten 1.200 Gulden an die österreichische Regierung bezahlen.
Nach dem Augsburger Religionsfrieden verordneten die Landesherren ihren Gemeinden die Kirchenreform – auch in Öhringen. 1556 erfolgte die Reform des Stifts. Das Vermögen des Stifts sollte ausschließlich für kirchliche und schulische Zwecke Verwendung finden. Die Verwaltung übernahmen die Landesherren, was faktisch einer Auflösung des Chorherrenstifts gleichkam.

### In der Zeit des Dreißigjährigen Krieges
Die Verlegung der Schauplätze des Dreißigjährigen Kriegs in die Pfalz im Jahr 1620 brachte Hohenlohe und damit Öhringen in Berührung mit dem Kriegsgeschehen. Die Heere von Peter Ernst II. von Mansfeld und Johann t’Serclaes von Tilly zogen mit zehntausenden Soldaten durch die Grafschaft. Öhringen hatte im Jahr 1622 633 Gulden Ausgaben Geld uf das durchreisende Kriegsvolk. Die Ausgaben für die Stadtkasse für vorbeimarschierende und einquartierte Soldaten stiegen stark an, von 1631 bis 1636 musste die Stadtkasse über 60.000 Gulden aufbringen. Die Stadt wurde mehrfach geplündert und besetzt.
Wie andernorts waren in Hohenlohe und Öhringen Hungersnöte die unmittelbaren Folgen des Krieges. Im Sterberegister des Jahres liegt die Zahl der Verstorbenen etwa um die Hälfte höher als in den vorherigen Jahren. Die Hungersnot hatte vermutlich einen entscheidenden Anteil an den Auswirkungen der Pest 1625. Ein zweites Mal brach die Pest in den Jahren 1634 und 1635 aus. 1642 lebten noch 260 Bürger in Öhringen, etwas mehr als die Hälfte der Zahl vor dem Krieg.
Nach dem Westfälischen Frieden im Oktober 1648 lagerten noch Besatzungsheere in Öhringen. Nach ihrem Abzug erholte sich Öhringen wirtschaftlich nur langsam.

### Residenzstadt
1677 wurde Öhringen Residenz des Grafen Johann Friedrich I. zu Hohenlohe-Neuenstein-Öhringen. Die Stadt blieb bis 1782 im gemeinschaftlichen Eigentum der beiden hohenlohischen Hauptlinien Hohenlohe-Waldenburg und Hohenlohe-Neuenstein-Öhringen. 1782 erwarb Ludwig Friedrich Karl zu Hohenlohe-Neuenstein-Öhringen für eine Summe von 235.000 Gulden den waldenburgischen Anteil.

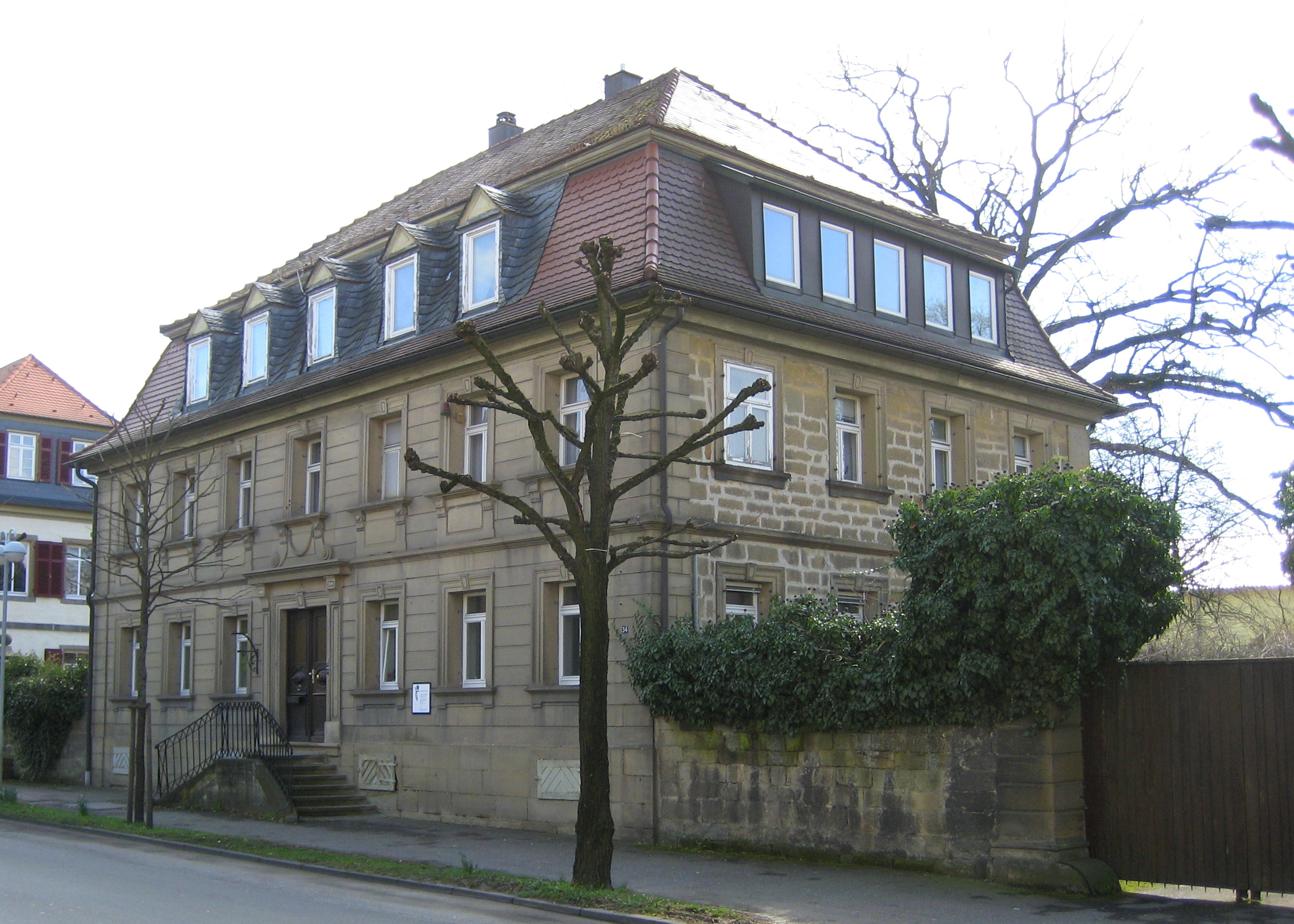
Wohnhaus in der Karlsvorstadt

Mit der Erhebung zur Residenz erfuhr Öhringen einen baulichen Aufschwung: nach dem Ausbau des als Witwensitz entstandenen Schlosses wurde 1681 bis 1683 von Paul Platz aus Belfort, der auch in Weikersheim tätig war, der Marstall erstellt, 1714 wurde das Schloss im Inneren weiter ausgebaut. Zeitgleich erfolgte 1712 bis 1717 auf dem Gelände des Tiergartens der Bau des Schlosses Friedrichsruhe auf Zweiflinger Gemarkung. 1743 erfolgte ein Theaterbau, und am Ende des 18. Jahrhunderts entstand unter Fürst Ludwig Friedrich Karl die so genannte Karlsvorstadt.
Die Erhebung Graf Johann Friedrichs II. zum Fürsten zu Hohenlohe-Neuenstein-Öhringen durch Kaiser Franz I. im Jahr 1764 war für die Entwicklung Öhringens als Residenzstadt von besonderer Bedeutung. Im Jahr nach seiner Erhebung in den Reichsfürstenstand starb Johann Friedrich, sein Nachfolger wurde sein Sohn Ludwig Friedrich Karl I. (1723–1805). Er regierte bis zu seinem Tod 40 Jahre lang das Fürstentum Hohenlohe-Öhringen. Mit dem Tod Ludwig Friedrich Karl I. erlosch die Linie Hohenlohe-Neuenstein-Öhringen, sie wurde vererbt an Friedrich Ludwig zu Hohenlohe-Ingelfingen (1746–1818), der den Fürstentitel bereits 1806 seinem Sohn Friedrich August zu Hohenlohe-Öhringen († 1853) übertrug.
Öhringen war zu dieser Zeit die größte der 17 hohenlohischen Städte und hatte 3.000 bis 4.000 Einwohner (zum Vergleich: die benachbarte Reichsstadt Hall zählte damals rund 5.000 Einwohner, die Reichsstadt Heilbronn etwa 6.000 Einwohner). Als Zentrum eines großen bäuerlichen Umlandes war Öhringen vor allem Handwerker- und Händlerstadt. Mehr als 100 Hofbeamte und Hofbedienstete arbeiteten am fürstlichen Hof.
Im Jahr 1790 forderten Hohenloher Bauern, dass ihre Rechte erweitert und die herrschaftlichen Lasten verringert würden. Am 10. Mai 1790 versammelten sich einige hundert unzufriedener Bauern vor dem Öhringer Schloss, um gegen die hohen Abgaben zu protestieren. Ein Vermittlungsversuch zwischen dem Fürsten und den Bauern, an dem der Kupferzeller Pfarrer Johann Friedrich Mayer wesentlichen Anteil hatte, misslang. Mit einer neuen Tax- und Gebührenordnung konnte der Frieden nicht wieder hergestellt werden, die Unruhen dauerten an. Die Bauern weigerten sich weiterhin, die geforderten Abgaben zu entrichten. Einen Aufenthalt des preußischen Königs Friedrich Wilhelm II. in dessen fränkischen Besitzungen nahm die hohenlohe-öhringensche Regierung zum Anlass, Friedrich Wilhelm vorsorglich um Unterstützung durch seine Truppen gegen die aufrührerischen Bauern zu bitten. Der Öhringer Fürst war besonders um sein persönliches Wohl bedacht, beim Aufkommen des Gerüchts, dass die Franzosen über den Rhein gekommen und im Anmarsch auf Heilbronn seien, floh Ludwig Friedrich Karl von Öhringen nach Langenburg.

### Württembergische Oberamtsstadt

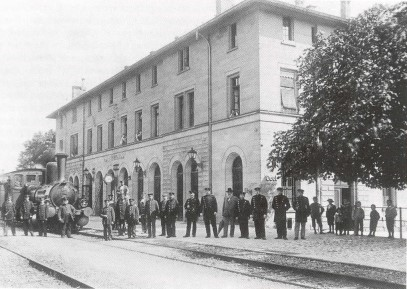
Öhringer Bahnhof um 1900

1806 besetzten französische Truppen Öhringen, und württembergisches Militär stand einmarschbereit an den Ausfallstraßen der Stadt. Unter diesem Druck erfolgte die Eingliederung der Hohenloher Fürstentümer in das Königreich Württemberg. Am 13. September 1806 wurde im Öhringer Steinhaus das Fürstentum Hohenlohe Württemberg übereignet. Öhringen hatte zu diesem Zeitpunkt 3.200 Einwohner (einschließlich der Bewohner des Weilers Möhrig), auf der Markungsfläche standen 370 Häuser und 90 Scheunen oder Ställe. Den bedeutendsten Besitz an Grundstücken und Gebäuden hatten das Fürstenhaus, das Stift und das Spital. Die Gemeinde selbst besaß die Türme an der Stadtmauer, das Rathaus sowie einige weitere Gebäude und Gärten und Wiesen, unter anderem die Allmand.
Mit der Einverleibung Hohenlohes wurden württembergisches Recht, württembergische Maße und Gewichte, Steuern und Strafen eingeführt. Die in Hohenlohe bisher unbekannte Wehrpflicht sorgte für Unruhen und Unzufriedenheit. Der württembergische König Friedrich ließ in Öhringen sechs Kompanien Infanterie einrücken, um gegen die „verdorbene Stimmung“ mit Härte vorzugehen. Am 1. März 1812 führte König Friedrich am Zuckmantel bei Öhringen eine Truppenmusterung des württembergischen Kontingents für den Russlandfeldzug Napoleon Bonapartes durch, daran nahmen 18.500 Mann, 3.400 Pferde und 34 Geschütze teil.
Bei der Einteilung Württembergs in Kreise wurde 1806 der Vierte Kreis Öhringen gebildet, der aus den Oberämtern Neuenstein, Nitzenhausen und Schöntal (ab 1807) bestand. 1810 wurden in Württemberg neue Oberämter geschaffen, darunter das Oberamt Öhringen, das aus dem Oberamt Neuenstein hervorging. Die Stadt Öhringen wurde Sitz des Oberamts. Es gehörte mit den Oberämtern Gerabronn, Hall, Künzelsau und Mergentheim zur neuen Landvogtei an der Jagst, deren Sitz Öhringen von 1810 bis 1817 war. Eine Neugliederung der Verwaltungseinheiten fand zum 1. Januar 1818 statt, als vier neue Kreise die Landvogteien ablösten. Öhringen gehörte seitdem zum Jagstkreis, dessen Sitz in Ellwangen war. Öhringen blieb Sitz des Oberamts, das 1934 in Kreis Öhringen umbenannt und 1938 zum Landkreis Öhringen erweitert wurde. Bis zur Gründung des Hohenlohekreises 1973 blieb Öhringen Kreisstadt.
Der Stadtrat mit 13 Mitgliedern übte die Stadtverwaltungsrechte in Öhringen aus. Er nahm nicht nur Beschlussfunktionen war, sondern übte zugleich die Verwaltungsfunktionen der Stadt aus. Die Mitglieder des Stadtrats erhielten dafür kein Gehalt, hatten aber das Recht, die Gebühren für ihre Amtshandlungen zu behalten. Gewählt wurden die Stadträte aus der Mitte der Bürgerschaft für zwei Jahre, bei Wiederwahl auf Lebenszeit. Diese Regelung wurde 1849 durch eine Wahl auf sechs Jahre abgelöst. Der Stadtschultheiß wurde von der Kreisregierung auf Lebenszeit ernannt, hierbei hatte der Fürst ein Mitspracherecht. Der Kreisregierung waren hierfür drei Kandidaten vorzuschlagen, die durch eine Wahl der Bürger bestimmt wurden.
Die Sensibilisierung der Einwohner für politische Fragen in der Märzrevolution ging an Hohenlohe und Öhringen nicht vorbei. Am 22. März 1848 wurde in Öhringen eine Politische Versammlung gegründet, mit dem Zweck regelmäßiger Versammlung von Bürgern jeden Standes zum Austausch über politische Fragen. Vor allem Handwerker, Kaufleute und Beamte nahmen daran teil. Der erste Präsident der Politischen Versammlung war Stadtpfarrer Fischer. Die Versammlung vertrat eine konservative Grundhaltung und favorisierte für den neu zu schaffenden deutschen Nationalstaat die konstitutionelle Monarchie nach englischem Vorbild und lehnte dabei die republikanische Staatsform ab. Die Politische Versammlung begrüßte die Forderung, den Abgeordneten des Wahlkreises Künzelsau-Öhringen für die Frankfurter Nationalversammlung in allgemeiner, gleicher und direkter Wahl zu wählen. Am 13. April 1848 fand in Künzelsau die erste große Volksversammlung in Hohenlohe statt, an der nach Schätzungen bis zu 3.000 Männer zur Vorauswahl der Kandidaten teilnahmen. Der Versuch der direkten Demokratie schlug auch deshalb fehl, weil sich in Öhringen ein Wahlkomitee gebildet hatte, das die Auswahl des Kandidaten nicht dem Volk überlassen wollte und die Wahl von Friedrich Rödinger zum Abgeordneten betrieb. Dieser wurde bei der Wahl zur Frankfurter Nationalversammlung bei einer Wahlbeteiligung von 80 % als Abgeordneter gewählt. Rödinger gehörte zur Vereinigten Linken in der Nationalversammlung. Bei der vier Wochen später stattfindenden Wahl zum württembergischen Landtag wurde Rödinger ebenfalls gewählt.
Die Wahlen und die damit verbundenen Versammlungen förderten die politische Diskussion in Öhringen, die nicht mehr beschränkt war auf den Politischen Verein, der mittlerweile aus der Politischen Versammlung hervorgegangen war. Der im Mai gegründete Turnverein arbeitete mit dem Politischen Verein zusammen, durch ihn wurde die politische Diskussion in die Bürgerwehr getragen, die eine Märzerrungenschaft war und unter dem Kommando von Prinz Hugo zu Hohenlohe-Öhringen stand. Im Januar 1849 wurde aus dem Politischen Verein in Öhringen ein Märzverein, wie in zahlreichen anderen württembergischen Städten.
Die Unzufriedenheit mit den politischen Verhältnissen führte in Öhringen zu Unruhen und Ausschreitungen. Ein Bürgerverein gründete sich in Konkurrenz zum Märzverein mit der Absicht, die Ordnung in der Stadt zu erhalten. Bei den Wahlen zum württembergischen Landtag und bei den Wahlen zum Stadtrat führten diese beiden Vereine einen harten Wahlkampf gegeneinander.
Bis in die zweite Hälfte des 19. Jahrhunderts blieb Öhringen eine Handwerker- und Händlerstadt. Bis 1862 war das Handwerk in Zünften organisiert mit den zünftigen Beschränkungen des Zugangs und der Kapazität sowie weiteren Regelungen. Die zentrale Funktion der Stadt als Einkaufs- und Behördenort lässt sich an der relativ hohen Zahl von 44 Gastwirtschaften ablesen.
Die Zeit als Oberamtsstadt brachte für die Stadt wichtige infrastrukturelle Fortschritte: 1850 wurde die Fernstraße nach Schwäbisch Hall zur Chaussee ausgebaut, 1862 eröffneten die Königlich Württembergischen Staats-Eisenbahnen die Kocherbahn Heilbronn–Hall, die Öhringen an das Eisenbahnnetz anschloss. Mit der Eisenbahn kam der Telegraf in die Stadt. 1895 wurde auf Drängen des Gewerbevereins eine Fernsprechanstalt eingerichtet.

### Das 20. Jahrhundert bis zum Zweiten Weltkrieg
Am 5. Mai 1933 wurde der alte Gemeinderat aufgelöst und durch zwölf Stadträte ersetzt, die nicht direkt gewählt, sondern nach den Ergebnissen der Reichstagswahl im März 1933 in dieses Gremium berufen worden waren. Acht der neuen Ratsherren stellte die NSDAP und zwei der mit ihr liierte Kampfbund Schwarz-Weiß-Rot. Dieses Bündnis hatte in Öhringen bei der Reichstagswahl 67 Prozent der Stimmen erhalten. Die SPD-Stimmen reichten nur für zwei Mitglieder, die unter Hinweis auf die neuen politischen Verhältnisse ihren Rücktritt erklärten. Bürgermeister blieb Peter Berner, der sich durch seinen Beitritt in die NSDAP im Amt halten konnte.

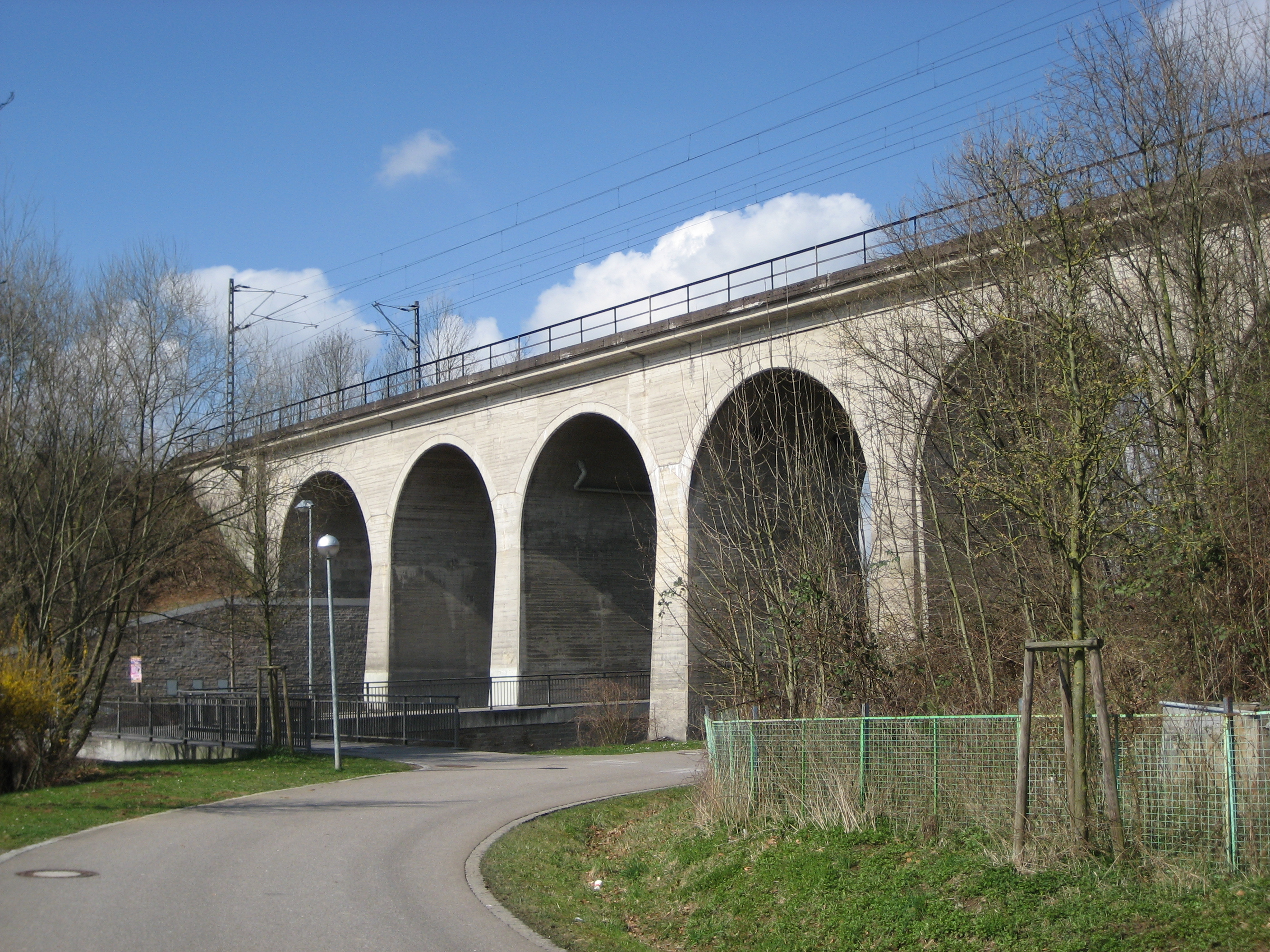
Viadukt über die Ohrn aus südlicher Sicht

Im Laufe der Zeit wurden Turn- und Sportvereine aufgelöst und zur TSG zusammengefasst, aus Männergesangverein und Liederkranz entstand der Sängerbund. Jüdische Mitbürger wurden aus den Vereinen und dem bürgerlichen Leben gedrängt, ihre Geschäfte boykottiert. 1933 zählte Öhringen etwa 160 Juden. Die meisten konnten rechtzeitig auswandern, etwa 40 blieben und fielen dem Holocaust zum Opfer. Auswärtige Kommandos haben 1933 Juden, Kommunisten und Sozialdemokraten wahllos aufgegriffen, durch die Stadt getrieben und misshandelt, 1938 die Synagoge verwüstet.
Mit Beginn des Zweiten Weltkriegs wurden polnische und sowjetische Zwangsarbeiter nach Öhringen deportiert. Sie mussten unter anderem in der Blechwarenfabrik Huber, in der Hohenloher Schulmöbelfabrik und im Adolzfurter Werk der Dynamit Nobel AG arbeiten. Mindestens 22 der Verschleppten starben in Öhringen und sind auf dem Öhringer, dem Michelbacher und dem Ohrnberger Friedhof beigesetzt.
Viele Häuser wurden in den letzten Tagen und Wochen des Zweiten Weltkriegs zerstört oder beschädigt, darunter die Stiftskirche und das Rathaus. Am 22. Februar 1945 wurde das Viadukt sowie Züge im Öhringer Bahnhof von alliierten Flugzeugen angegriffen. Sechzehn Menschen kamen dabei ums Leben. Ohrnberg wurde im April von amerikanischer Artillerie beschossen und wenige Tage später besetzt, nachdem die US-Einheiten den Kocher überschritten hatten. Unmittelbar danach wurden auch Baumerlenbach, Büttelbronn, Eckartsweiler, Möglingen, Schwöllbronn und Verrenberg von einer amerikanischen Panzertruppe besetzt. Dort hatte es nahezu keine Kampfhandlungen gegeben, während in Michelbach und Öhringen schwerer gekämpft wurde. Kurz vor dem Einmarsch der Amerikaner sprengte die Wehrmacht das Öhringer Eisenbahn-Viadukt über die Ohrn und die Möhriger Ohrnbrücke. In der Stadt gab es keinen Strom und kein Wasser. Am 13. April 1945 besetzten amerikanische Truppen die Stadt.

### Nach dem Zweiten Weltkrieg
Eine der ersten Maßnahmen der Militärregierung, die im Landratsamt in der Bahnhofstraße residierte, war die Rückbenennung der Straßennamen, so wurden die Adolf-Hitler-Straße wieder zur Bahnhofstraße und die Wilhelm-Gustloff-Straße zur Justinus-Kerner-Straße.
Die Wohnungsnot in dieser Zeit war groß in Öhringen. Ein neu gegründetes Wohnungsamt versuchte durch Zwangsbelegungen von Wohnungen die Not zu lindern. Bis Mitte 1945 war die Zahl der Einwohner auf 6.600 gestiegen, vor dem Krieg lebten in Öhringen etwa 4.500 Menschen. Flüchtlinge aus den deutschen Ostgebieten und Evakuierte aus zerbombten Städten kamen nach Öhringen.
Am 27. Januar 1946 fand die erste Wahl eines Gemeinderats mit zwölf Mitgliedern statt. Im Jahr 1948 wurde Franz Illenberger erster direkt gewählter Bürgermeister nach dem Krieg.
Aus dem Oberamt Öhringen war 1938 der Landkreis Öhringen mit Öhringen als Kreisstadt hervorgegangen. Dieser bestand bis zur Kreisreform 1973, als er mit dem Landkreis Künzelsau im Hohenlohekreis aufging. Ursprünglich sollte bei der Kreisreform der Großteil des Landkreises Öhringen dem Landkreis Heilbronn zufallen, der Rest sowie der Landkreis Künzelsau sollten dem Landkreis Schwäbisch Hall eingegliedert werden. Dies konnte jedoch durch ein gemeinsames Engagement der Landkreise Künzelsau und Öhringen verhindert werden, so dass der Hohenlohekreis entstand. Mit 85.000 Einwohnern zum Zeitpunkt der Gründung war und ist der Hohenlohekreis der kleinste Landkreis in Baden-Württemberg. Mit der Entscheidung, den Kreissitz nach Künzelsau zu verlegen, wanderten neben dem Landratsamt mit über 100 Mitarbeitern zahlreiche Sonderbehörden, Polizei, Sparkasse und Allgemeine Ortskrankenkasse nach Künzelsau ab, lediglich das Finanzamt blieb in Öhringen. Als Ausgleich für den Zentralitätsverlust erhielt die Stadt vom Land 1,5 Millionen Mark.
Von 1972 bis 1975 wurden im Rahmen der baden-württembergischen Gemeindereform neun Umlandgemeinden, die heutigen Öhringer Teilorte, eingemeindet, nachdem die Neubildung einer großen Stadt Öhringen gescheitert war. Nach diesem Plan sollten sich die Stadt Öhringen, alle heutigen Stadtteile von Öhringen sowie Zweiflingen und Orendelsall auflösen und zu einer neuen Stadt vereinigen. Dieser Plan wurde jedoch von Cappel, Eckartsweiler, Büttelbronn, Zweiflingen und Orendelsall abgelehnt.

### Eingemeindungen
- 01. Februar 1972: Schwöllbronn und Verrenberg[37]
- 31. Dezember 1972: Baumerlenbach, Michelbach am Wald, Möglingen und Ohrnberg[37]
- 01. Januar 1975: Cappel und Eckardtsweiler[38]

### Gegenwart
Nach den Eingemeindungen war Öhringen zwar nicht mehr Kreisstadt, aber die größte Stadt des Hohenlohekreises. Es gab darüber hinaus Bemühungen, den 1956 geschaffenen Status einer Großen Kreisstadt zu erreichen. Die Grenze von 20.000 Einwohnern hätte Öhringen jedoch nur im Verbund mit der Gemeinde Pfedelbach erreichen können. Die Nachbargemeinde war zu diesem Zeitpunkt jedoch durch Eingemeindungen auf rund 6.500 Einwohner gewachsen und zeigte kein Interesse an den Öhringer Plänen. Mehrmals lehnte der Pfedelbacher Gemeinderat die Pläne zur Bildung einer Einheitsgemeinde ab. Aus den Plänen für eine Große Kreisstadt entstand zum 1. Januar 1975 jedoch eine Vereinbarte Verwaltungsgemeinschaft zwischen Öhringen und Zweiflingen, ab 1. Juli 1975 mit Pfedelbach und Zweiflingen. Im Jahr 1993 überschritt die Einwohnerzahl Öhringens die 20.000-Grenze. Daraufhin stellte die Stadtverwaltung den Antrag auf Erhebung zur Großen Kreisstadt, der von der Landesregierung von Baden-Württemberg mit Wirkung vom 1. Juli 1994 genehmigt wurde.
1993 fanden in Öhringen die Heimattage Baden-Württemberg statt. Ihr 750. Stadtjubiläum feierte die Stadt im Jahr 2003.

## Entwicklung der Religionen

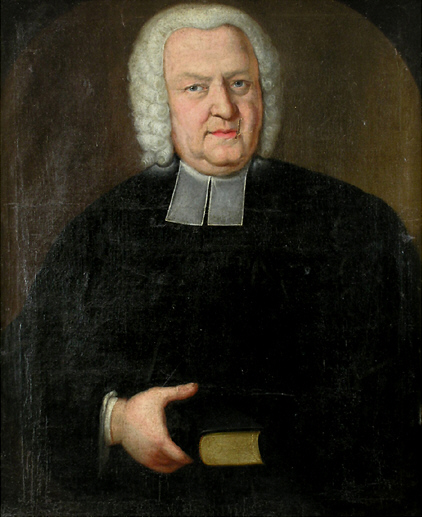
Johann Christoph Fischer, Stadtpfarrer in Öhringen, 1751

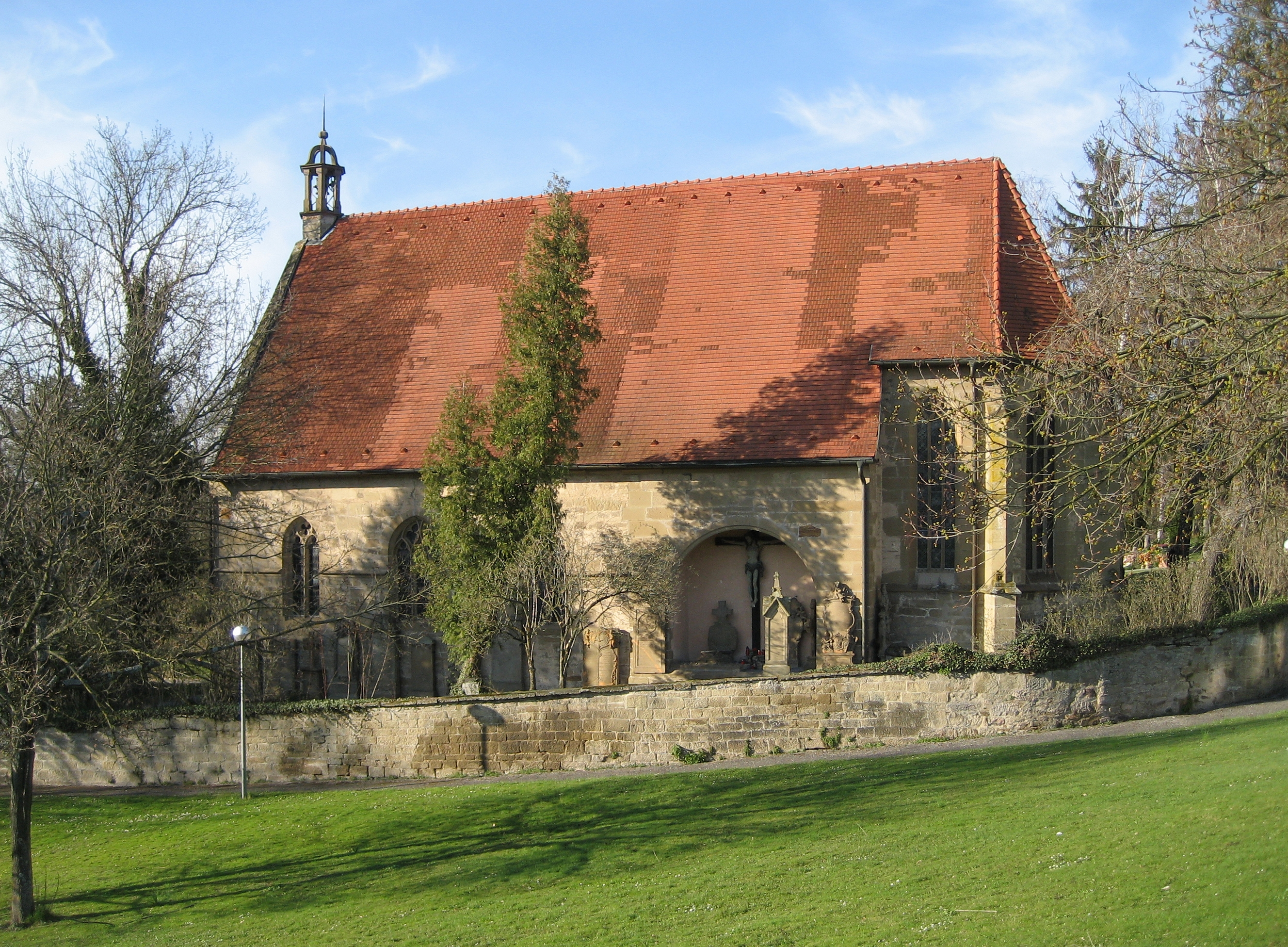
St.-Anna-Kapelle auf dem Friedhof

### Evangelische Kirchengemeinde
Das Gebiet der Stadt Öhringen gehörte ursprünglich zum Bistum Würzburg und war dem Archidiakonat Weinsberg zugeordnet. 1556 wurde durch die Herren von Hohenlohe die Reformation eingeführt; die Stadt wurde Sitz eines Generalkonsistoriums für die Grafschaft Hohenlohe. Danach war Öhringen über viele Jahrhunderte eine überwiegend protestantische Stadt. Nach dem Übergang an Württemberg gehörte die Kirchengemeinde zur Evangelischen Landeskirche in Württemberg. Öhringen wurde Sitz des Kirchenbezirks Öhringen, zu dem heute die Kirchengemeinden des gesamten Umlands gehören. Im Stadtgebiet Öhringen gibt es vier Kirchengemeinden: die Kirchengemeinde Öhringen (Stadt Öhringen mit Untersöllbach, Cappel, Eckartsweiler, Ober- und Untermaßholderbach, Büttelbronn, Möhrig, Unterohrn und dem Stadtbereich „Zwetschgenwäldle“ sowie dem Zweiflinger Ortsteil Westernbach) und die Kirchengemeinden Baumerlenbach-Möglingen, Michelbach am Wald und Ohrnberg. Verrenberg gehört zur Kirchengemeinde Bitzfeld.
Pfarrkirche der evangelischen Kirchengemeinde ist die Öhringer Stiftskirche, die sich im Besitz des Landes Baden-Württemberg befindet.
Eine Kirchenpflege wurde 1889 in Öhringen gegründet. Sie wurde dem erstmals in diesem Jahr gewählten Gesamtkirchengemeinderat unterstellt. Bis Mitte des 19. Jahrhunderts waren Kirchengemeinden in Württemberg keine eigenständigen Körperschaften, die Pfarrer blieben bis 1918 württembergische Beamte. Ihr erstes „Vereinshaus“ errichtete die evangelische Kirchengemeinde in der Hunnenstraße. Es wurde am 10. September 1905 eingeweiht. Neben einem Veranstaltungssaal waren darin die im Dezember 1892 eröffnete Diakonissenstation (eingerichtet von der Evangelischen Diakonissenanstalt Schwäbisch Hall, bis 1979) und die Kleinkinderschule untergebracht. Die Mitglieder der Altpietisten hatten dort ebenfalls ihren Versammlungsort (bis 1930). Ein großer Gemeindesaal wurde 1957 angebaut. Heute befinden sich neben dem Gemeindesaal und einem Kindergarten (Nachbarschaftszentrum) Räume des Schuldekanats und der Jugendhilfe im Gebäudekomplex.
Am Bahndamm errichtete die Kirchengemeinde 1957 für die Jugend ein Martin-Luther-Heim, das 1981 durch den Neubau des Martin-Luther-Hauses ersetzt wurde. 1963 erwarb die Kirchengemeinde die Spitalkirche von der katholischen Kirchengemeinde.
Der Öhringer Friedhof, bis dahin auf dem heutigen Marktplatz gelegen, wurde um 1500 vor die Mauern der Stadt verlegt. Bis zum Jahr 1962 befand sich der Friedhof im Besitz der evangelischen Kirchengemeinde und wurde in der Folge von Stadt Öhringen übernommen, da die Kirchengemeinde nicht länger die Last des Bestattungswesens für die Toten aller Konfessionen übernehmen wollte. 1980 übereignete die Kirchengemeinde die St.-Anna-Kapelle auf dem Friedhof der Stadt.

### Katholische Kirchengemeinde

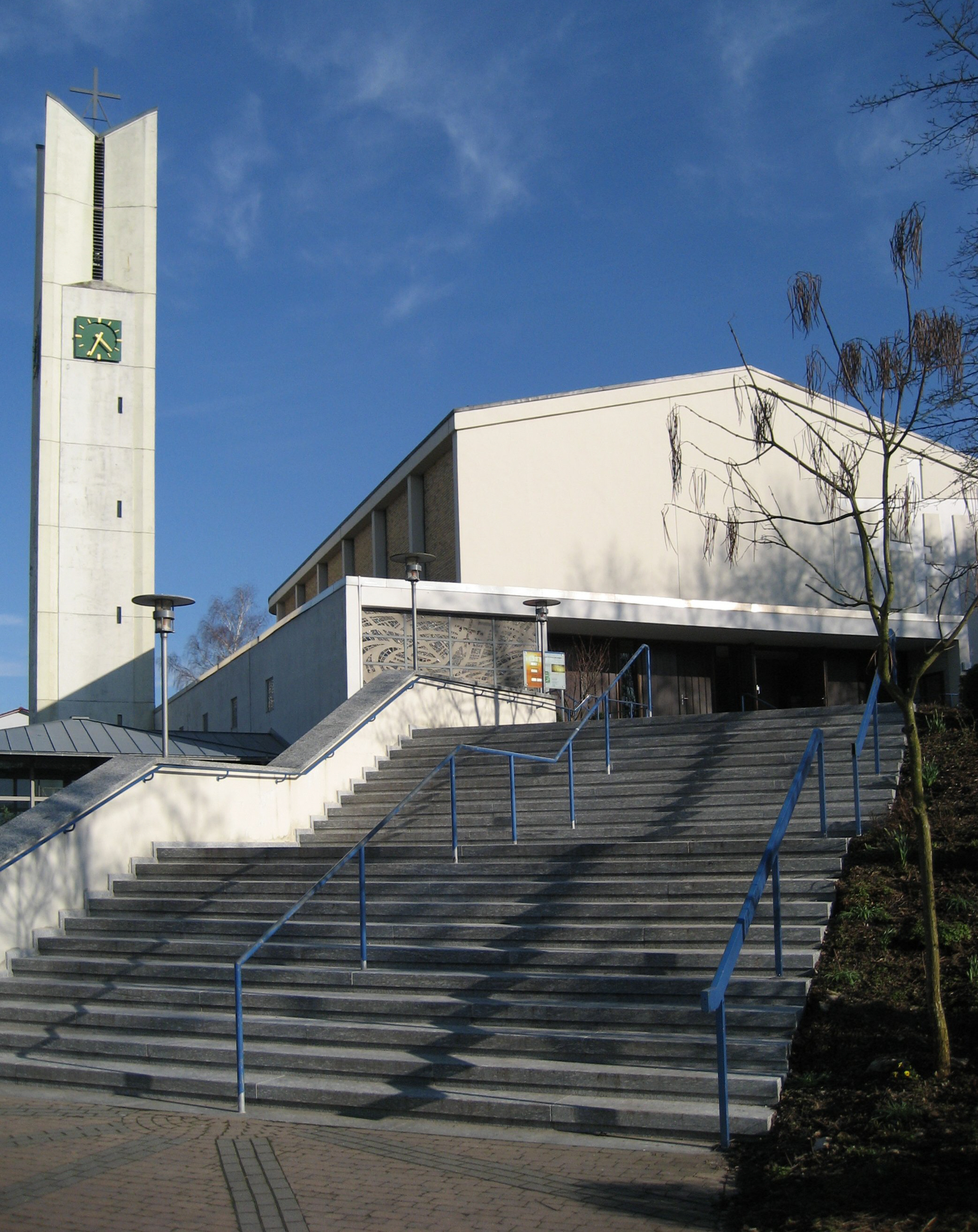
Katholische Kirche St. Joseph

Mit der Reformation erlosch das katholische Leben in Öhringen um 1581. 1667, mit der Rückkehr der Waldenburger Grafen zum katholischen Glauben, erwachte es wieder zaghaft. Die katholischen Pfarreien Pfedelbach, Waldenburg und Kupferzell (Patronatspfarreien, alle zur Diözese Würzburg gehörend) entstanden im Lauf der Jahre. Mit der Neuordnung der kirchlichen Sprengel zu Beginn des 19. Jahrhunderts gehörte das Öhringer Gebiet zur 1821 neuerrichteten Diözese Rottenburg.
1858 zählte Öhringen 74 katholische Einwohner. Ab 1867 fanden gelegentliche Gottesdienste statt. Betreut wurden die Öhringer Katholiken als „Filial“ von Pfedelbach aus. Ab 1882 konnten die Katholiken in der Spitalkirche ihre Gottesdienste feiern. Im Jahr 1900 zählte man in Öhringen 135 Katholiken und 3210 Protestanten. 1940 erwarb die Kirchengemeinde das Gotteshaus von der Spitalstiftung. Mit dem Beginn des Krieges zogen immer mehr Katholiken nach Öhringen, zu Ende des Krieges 1945 lebten in Öhringen 1.200 Katholiken (1935: 275).
Das Gebiet nördlich von Pfedelbach wurde 1951 von der Mutterpfarrei Pfedelbach abgetrennt und die selbständige Stadtpfarrverweserei Öhringen mit dem Expositurvikariat Neuenstein errichtet. Erster Seelsorger war Pfarrer Gottfried Leuz. Am 1. Januar 1957 wurde Öhringen Stadtpfarrei. Die Zahl der Katholiken wuchs weiter an, in der Stadt lebten zu diesem Zeitpunkt 1.900 Katholiken, in den Außenbezirken 850.
Die Spitalkirche wurde viel zu klein. Am Ostermittwoch 1960 fand der erste Spatenstich für die neue Kirche St. Joseph am Cappelrain statt. Dort entstand ein ganzes Gemeindezentrum mit Kindergarten, Gemeindesaal und Pfarrhaus.
Die katholische Kirchengemeinde St. Joseph (2006: rund 6.200 Katholiken) ist für das gesamte Öhringer Stadtgebiet mit allen Stadtteilen (außer Michelbach am Wald, das zur Kirchengemeinde Pfedelbach gehört) und darüber hinaus für die Nachbarorte Zweiflingen, Eichach, Friedrichsruhe, Orendelsall, Pfahlbach, Tiefensall und Westernbach zuständig. Sie bildet seit dem 28. Dezember 2000 mit der 1981 von Öhringen abgetrennten Gemeinde Christus König in Neuenstein eine Seelsorgeeinheit. Die Katholiken aus dem Stadtteil Michelbach am Wald gehören zur Pfarrgemeinde St. Petrus und Paulus Pfedelbach. Alle drei Pfarrgemeinden (Öhringen, Neuenstein und Pfedelbach) gehören zum Dekanat Hohenlohe innerhalb des Bistums Rottenburg-Stuttgart.

### Weitere Konfessionen und Religionen
In Öhringen gibt es eine evangelisch-methodistische Kirchengemeinde. Die ersten Methodistenprediger kamen 1852 nach Öhringen. Zuerst wurde die Arbeit der Prediger von Heilbronn aus geleitet, ab 1868 wurde ein Hilfsprediger in Öhringen stationiert. 1874 wurde die junge Gemeinde selbständiger Bezirk, bereits zwei Jahre zuvor konnte ein eigenes Gebäude erworben werden. Die erste Kapelle wurde 1877 eingeweiht. Im Erdgeschoss des Neubaus befand sich ein Festsaal, im Obergeschoss eine Wohnung für den Prediger. In den 1960er Jahren verkaufte die Gemeinde das Gebäude an die benachbarte Post und erbaute eine Christuskirche am Pfaffenmühlweg (ab 1965). Sie wurde am 30. Januar 1966 eingeweiht und 2005 zusammen mit dem Gemeindezentrum renoviert.
Eine neuapostolische Kirchengemeinde gibt es seit 1906 in Öhringen. Sie hat ein eigenes Kirchengebäude, das im Jahr 1928 an der Hohenlohestraße errichtet und eingeweiht wurde. Die Kirchengemeinde gehört zum neuapostolischen Kirchenbezirk Künzelsau. Sie hat 240 Mitglieder (Stand: 2006).
Weitere in Öhringen vertretene Konfessionen und Religionen sind unter anderen die Süddeutsche Gemeinschaft, die Zeugen Jehovas mit einem eigenen Königreichssaal, die Freie Christengemeinde Philadelphia (zugehörig zum Bund Freikirchlicher Pfingstgemeinden) und Muslime, die eine eigene Moschee errichtet haben.

### Jüdische Gemeinde

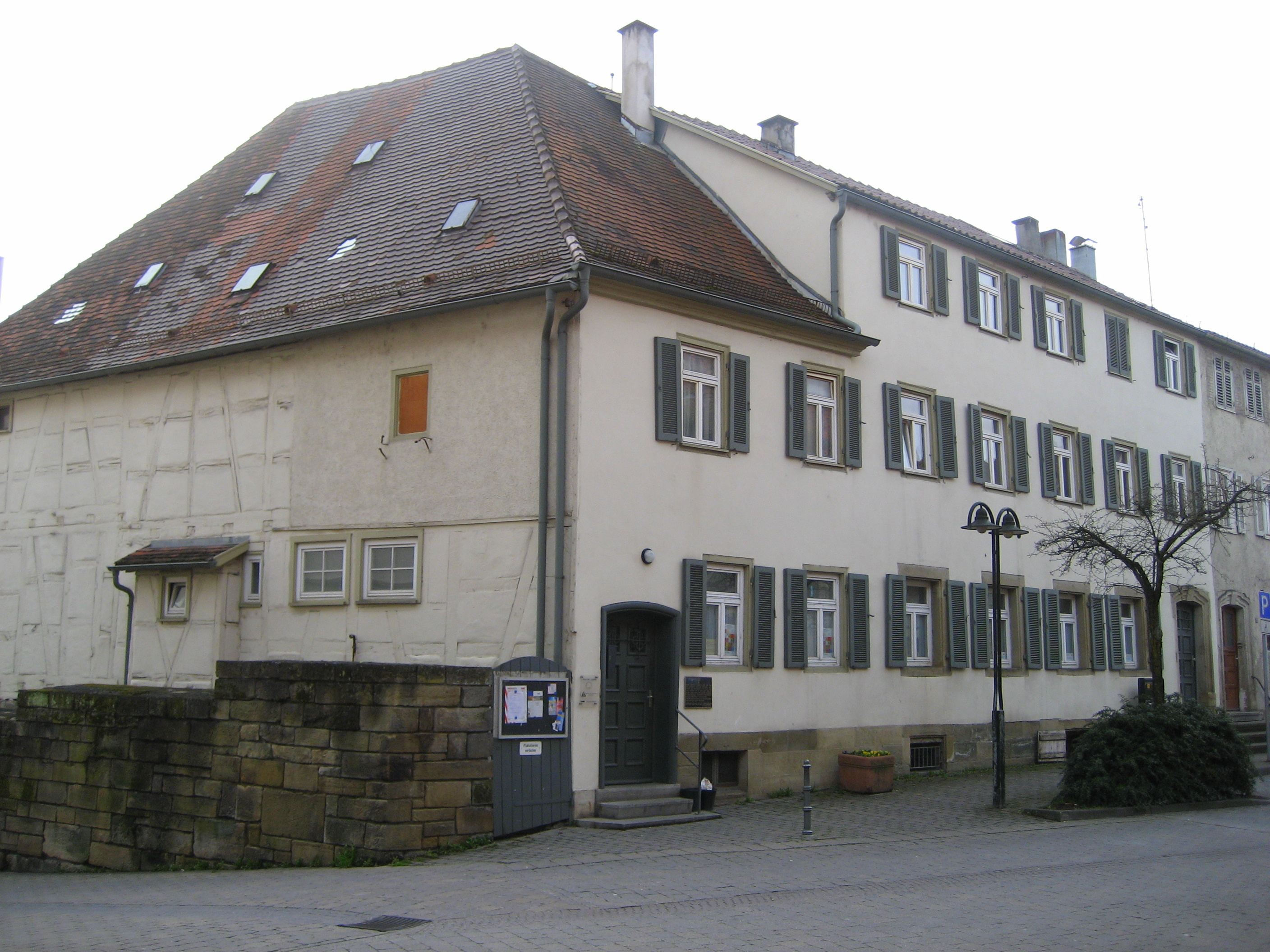
Ehemalige Synagoge am Unteren Tor

Eine jüdische Gemeinde in Öhringen bestand zunächst im Mittelalter. Sie wurde durch die Judenverfolgungen der Jahre 1298 und 1349 zerstört. Durch den Zuzug von Juden aus der Umgebung konnte 1889 eine neue jüdische Gemeinde Öhringen gegründet werden, die zeitweise bis zu 180 Mitglieder hatte. Im Jahr 1933 lebten 163 jüdische Personen in der Stadt. Viele von ihnen wurden in der NS-Zeit ermordet.
Die jüdische Gemeinde besaß in Öhringen zuerst einen einfachen Betsaal in der Karlsvorstadt. 1888 erwarb sie den Gasthof Zur Sonne am Unteren Tor, der zur Synagoge mit jüdischer Religionsschule, Lehrerwohnung und rituellem Bad umgebaut wurde. Die Einrichtung der Synagoge wurde bei den Novemberpogromen 1938 von der SA zerstört. Die Stadt erwarb das Gebäude 1939 von der jüdischen Gemeinde, die über den Kaufbetrag jedoch nicht verfügen durfte. Während des Kriegs wurde das Gebäude von einer Lehrerinnenbildungsanstalt und später von einer Stuttgarter Frauenarbeitsschule genutzt. Danach wurde die ehemalige Synagoge zum Haus der Jugend, in dem eine Jugendherberge, ein Kindergarten und die Stadtbücherei untergebracht waren. Im heutigen Haus der Jugend befinden sich unter anderem eine Geschäftsstelle des Kreisjugendrings sowie Wohnungen.
Der jüdische Friedhof Öhringen entstand ab 1911 auf dem Galgenberg. Die Toten der jüdischen Gemeinde in Öhringen wurden bis dahin auf dem Jüdischen Friedhof Affaltrach oder dem Jüdischen Friedhof Berlichingen beigesetzt. Bis 1939 wurden auf diesem Friedhof etwa 60 Personen beigesetzt. Nach 1940 wurde ein Teil der Grabsteine an Steinmetze verkauft, der Friedhof sollte abgeräumt werden. Die abgeräumten Grabsteine wurden ab 1945 wieder aufgestellt oder erneuert. Die Friedhofshalle ist erhalten.

## Geschichte der Stadtverwaltung
An der Spitze der Stadt stand ursprünglich der herrschaftliche Schultheiß. Im 14. Jahrhundert wird erstmals ein Bürgermeister genannt. Ihm standen 12 Richter zur Seite. Später kamen noch zwölf Münzer hinzu, die dem Vogt unterstanden. Damit hatte die Herrschaft stets Einfluss auf die Stadt. Nach dem Übergang an Württemberg leitete der Stadtschultheiß (ab 1. Dezember 1930: Bürgermeister) die Stadtverwaltung. Seit 1. Juli 1994, als Öhringen Große Kreisstadt wurde, trägt das Stadtoberhaupt die Amtsbezeichnung Oberbürgermeister. Er wird von der wahlberechtigten Bevölkerung auf acht Jahre gewählt und ist Vorsitzender des Gemeinderats.
Bürgermeister/Oberbürgermeister (die Liste ist unvollständig)
- 1766–1784: Johann Friedrich Heinle
- 1804–1820: Johann Michael Heinle
- 1824–1835: Carl Friedrich Gottlob Weizsäcker
- 1835–1838: Heinrich Feyerabend
- 1838–1852: Eberhard Friedrich Ade (1852 zum Oberamtspfleger gewählt)
- 1852–1887: Friedrich Karl Rößle
- 1887–1906: Schäufele (zuvor Stadtschultheiß in Kupferzell)
- 1906–1918: Albert Meyder
- 1919–1945: Peter Berner
- 1945–1948: Wilhelm Rösch
- 1948–1954: Franz Illenberger
- 1954–1967: Richard Laidig
- 1967–1987: Ulrich Fahrenbruch
- 1987–2009: Jochen Kübler (CDU)
- Seit 2009: Thilo Michler (parteilos)

Seit dem Zweiten Weltkrieg hatte Öhringen sechs Bürgermeister. Beim Einmarsch der Amerikaner im April 1945 war Peter Berner Bürgermeister, der 1919 von den Bürgern gewählt worden war. Am 30. April wurde er von der amerikanischen Besatzungsmacht seines Amtes enthoben und in politische Haft genommen. Die US-Offiziere ernannten daraufhin Wilhelm Rösch, Vorstand der Öhringer Volksbank, zum Bürgermeister. Er sollte mit einer deutlich verkleinerten Stadtverwaltung arbeiten, da viele Beamte und Angestellt aufgrund ihrer Parteizugehörigkeit entlassen werden sollten. Rösch erreichte bei der amerikanischen Militärregierung, dass der Großteil dieser Beamten und Angestellten bei gekürzten Bezügen und eingeschränkten Befugnissen übergangsweise weiter im Amt bleiben konnte. Zur geplanten Bürgermeisterwahl im September 1947 wollte Rösch nicht antreten. Der einzige Bewerber für das Amt hatte jedoch in der Zwischenzeit andere Pflichten übernommen und kandidierte nicht mehr. Eine Wahl, zu der sechs Bewerber antraten, fand daraufhin im April 1948 statt. Der Öhringer Ratsschreiber Richard Laidig hatte sich ebenfalls beworben, war aber nach den gesetzlichen Bestimmungen aus politischen Gründen nicht wählbar, so dass letztendlich fünf Kandidaten antraten. Bei der Wahl am 11. April 1948 wurde der Konsulatssekretär Franz Illenberger mit 64 % der abgegebenen Stimmen gewählt. Er war von der DVP, der SPD, der CDU und dem Gewerkschaftsbund empfohlen worden. Er trat sein Amt zum 1. Juli 1948 an. Im Frühjahr 1954 kandidierte er in Schorndorf und wurde dort zum Bürgermeister gewählt. In seiner Öhringer Amtszeit entstanden über 1.100 neue Wohnungen in Öhringen sowie das Freibad.
Bei der Wahl am 9. Mai 1954 wurde Richard Laidig mit 70 % der abgegebenen Stimmen zum Bürgermeister gewählt. Bei der Wahl am 20. Mai 1962 war er der einzige Kandidat und wurde bei einer Wahlbeteiligung von 67 % wiedergewählt. Während Laidigs erster Amtszeit stieg die Zahl der Einwohner um 3.000 Personen, die Stadt hatte erstmals mehr als 10.000 Einwohner. Mehr als 1.500 neue Wohnungen entstanden, und acht neue Betriebe mit über 700 Arbeitsplätzen siedelten sich in Öhringen an. Zwei neue Schulen, ein Kindergarten, eine Altensiedlung, ein Stadion mit Turnhalle und das erste Übergangswohnheim für Flüchtlinge in Baden-Württemberg wurden gebaut, die Stadt kaufte das Schloss. Obwohl Laidig für zwölf Jahre gewählt war, trat er 1967 aus gesundheitlichen Gründen von seinem Amt zurück.
Laidigs Nachfolger bei der Wahl am 30. Juli 1967 (Neuwahl am 13. August) wurde Ulrich Fahrenbruch, der bis dahin Stadtdirektor in Oer-Erkenschwick war. Er wurde am 2. Oktober 1967 in sein Amt eingesetzt. Nach Ablauf der ersten Amtszeit von Fahrenbruch fand in Öhringen ein harter Wahlkampf statt. CDU, FDP, und Teile der Freien Wähler stellten sich gegen den Amtsinhaber und erklärten den Pfedelbacher Bürgermeister Erich Fritz zu ihrem Kandidaten. Bei dieser Wahl stimmten erstmals die neun neuen Stadtteile mit. Wahlkampfthemen waren besonders der Verlust des Kreissitzes und das Scheitern des Vorhabens, Öhringen zur Großen Kreisstadt erheben zu lassen. Fahrenbruch erhielt mit 4587 Stimmen 57 %, Fritz 43 % der abgegebenen Stimmen. In der zweiten Amtszeit von Fahrenbruch entstanden das Hallenbad und die Hohenlohe-Sporthalle, Schulen und Kindergärten wurden erweitert, die städtische Verwaltung zog ins renovierte Schloss um.
1984 trat erstmals ein Erster Beigeordneter neben den Bürgermeister an die Spitze der Verwaltung. Bei der Bürgermeisterwahl 1987 stellte sich der Amtsinhaber Fahrenbruch nicht mehr zur Wahl. Jochen K. Kübler, Bürgermeister in Enzklösterle, wurde bei der Wahl am 5. Juli 1987 im ersten Wahlgang mit 69 % der abgegebenen Stimmen gewählt. Er wurde am 2. Oktober in sein Amt eingesetzt. Mit der Erhebung zur Großen Kreisstadt wurde er 1994 Oberbürgermeister, der Erste Beigeordnete erhielt den Titel Bürgermeister. Kübler wurde 1995 und bei der Wahl am 13. Juli 2003 wiedergewählt. Bei den Landtagswahlen 2001 und 2006 wurde er als Abgeordneter in den Landtag von Baden-Württemberg gewählt und übte beide Ämter nebeneinander aus.

## Siedlungsentwicklung

### Bis zum Zweiten Weltkrieg

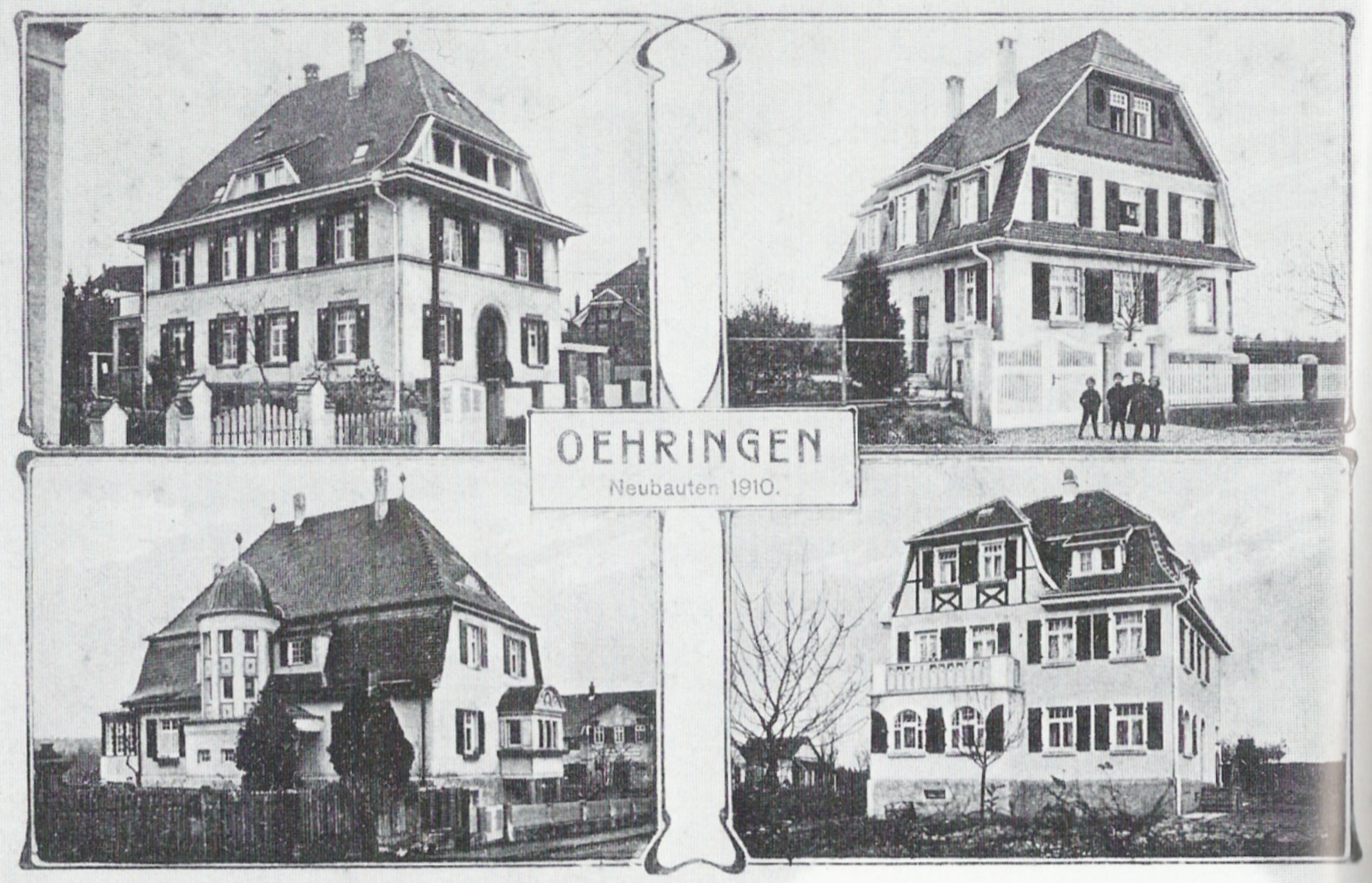
Neubauten im Jugendstil um 1910

Bis zum Bau der „Kocherbahn“, der Eisenbahnstrecke Heilbronn–Hall um 1860 bestand Öhringen aus dem mittelalterlichen Stadtkern, der spätmittelalterlichen Altstadt um das Spital und der östlichen Karlsvorstadt. Mit dem Eisenbahnbau begann eine dritte Wachstumsphase der Kernstadt. Um den neu entstandenen Bahnhof (1862) gruppierten sich Wohnhäuser, gründerzeitliche Villen und Industriebetriebe, ein neues Stadtviertel entstand so nördlich und westlich der Kernstadt. Außer dem Bahnhof wurden die Schillerschule (1880), das Notariat und das Postgebäude (1894) als öffentliche Gebäude in diesem Bereich errichtet. Auch im Osten der Stadt entstanden mit der Alten Turnhalle (1889) und dem evangelischen Gemeindehaus mit Kindergarten (1906) neue öffentliche Gebäude. Nördlich der Bahnstrecke befanden sich lediglich einige Industriebetriebe und das Bezirkskrankenhaus (1911). Ab den 1920er Jahren entstanden auch dort zahlreiche Ein- und Zweifamilienhäuser. Auch die Karlsvorstadt wurde durch Geschäfts- und Wohnhäuser erweitert. Im Süden der Stadt konzentrierte sich der Ausbau der Siedlung an der Pfedelbacher Straße, etwas weiter östlich davon legte die Württembergische Heimstätte Stuttgart eine Siedlungszelle mit 49 Baueinheiten an. Hier entstanden insbesondere Wohnhäuser mit Stallanbauten für Ackerbürger.

### Gegenwart
Der Stadtkern blieb von den Kriegshandlungen weitgehend verschont, auch wenn in der Kernstadt 100 Häuser beschädigt und neun komplett zerstört wurden. Nach Kriegsende lebten in der Stadt 1.100 Evakuierte und 1.500 Flüchtlinge, 220 Kriegsgefangene wurden erwartet. Einer Statistik der Jahre 1947/48 ist zu entnehmen, dass 3.500 Wohnräume fehlten. In den folgenden Jahren, begünstigt durch die Währungsreform, begann die größte Aufbauphase in der Geschichte der Stadt. So konnten in den Jahren 1948 bis 1986 etwa 7.000 neue Wohnungen entstehen. Zum bedeutendsten Wohnbauunternehmen der Stadt entwickelte sich dabei die Kreisbaugenossenschaft, die 1948 gegründet wurde.
Bis 1955 entstanden nördlich der Bahnstrecke große Neubaugebiete, in denen auch größere Häuserblöcke errichtet wurden. Auch im Osten und Süden der Stadt entstanden zahlreiche Ein- und Zweifamilienhäuser. Ab 1955 wies die Stadt das Gebiet im Bereich der Hungerfeldstraße als größtes zusammenhängendes Wohngebiet aus. In den späten 1960er Jahren erhielt die Stadt im Südwesten, im Bereich der Katharinensiedlung, ihre ersten und bislang einzigen Hochhäuser, hier entstanden drei neungeschossige Wohnblöcke. Im Nordosten entstanden um diese Zeit ebenfalls zahlreiche Wohnblöcke. Seit Mitte der 1980er Jahre wurden weitere Neubaugebiete im Westen und Nordwesten ausgewiesen, unter anderem das Wohngebiet im Zwetschgenwäldle („Büttelbronner Höhe“ und „Möhriger Feld“), in dem dreitausend Einwohner leben, darunter viele Russlanddeutsche. Auch in den Stadtteilen entstanden Neubaugebiete, etwa im Bereich Hornberg im Stadtteil Cappel. In den 1990er Jahren entstand im Süden Öhringens ein weiteres Neubaugebiet. Mit dem Limespark im Osten der Stadt entsteht seit 2004 ein Wohngebiet, das im Endausbau 105 ha groß sein soll und Platz für über 5.000 Einwohner bietet. Dieses Wohngebiet wird bis 2050 schrittweise erschlossen.
2021 lebten in Öhringen erstmals mehr als 25.000 Menschen.